# The Best FIFA Football Awards 2017
Les The Best FIFA Football Awards 2017 se tiennent le 23 octobre 2017, à Londres, en Angleterre.La cérémonie s'est déroulée au London Palladium et a été animée par Idris Elba et Layla Anna-Lee. Cristiano Ronaldo, Lieke Martens, Gianluigi Buffon, Zinedine Zidane et Sarina Wiegman figuraient parmi les lauréats.

## Les nommés et les lauréats

### The Best, Joueur de la FIFA
Un groupe d'experts sur football représentants de la FIFA et externe du football a établi une liste de 24 joueurs masculins pour ce prix. Les 24 candidats ont été annoncés le 17 août.
Les critères de sélection pour les joueurs de l'année sont : la performance sportive, ainsi que la conduite sur et hors du terrain depuis le 20 novembre 2016 au 2 juillet 2017.

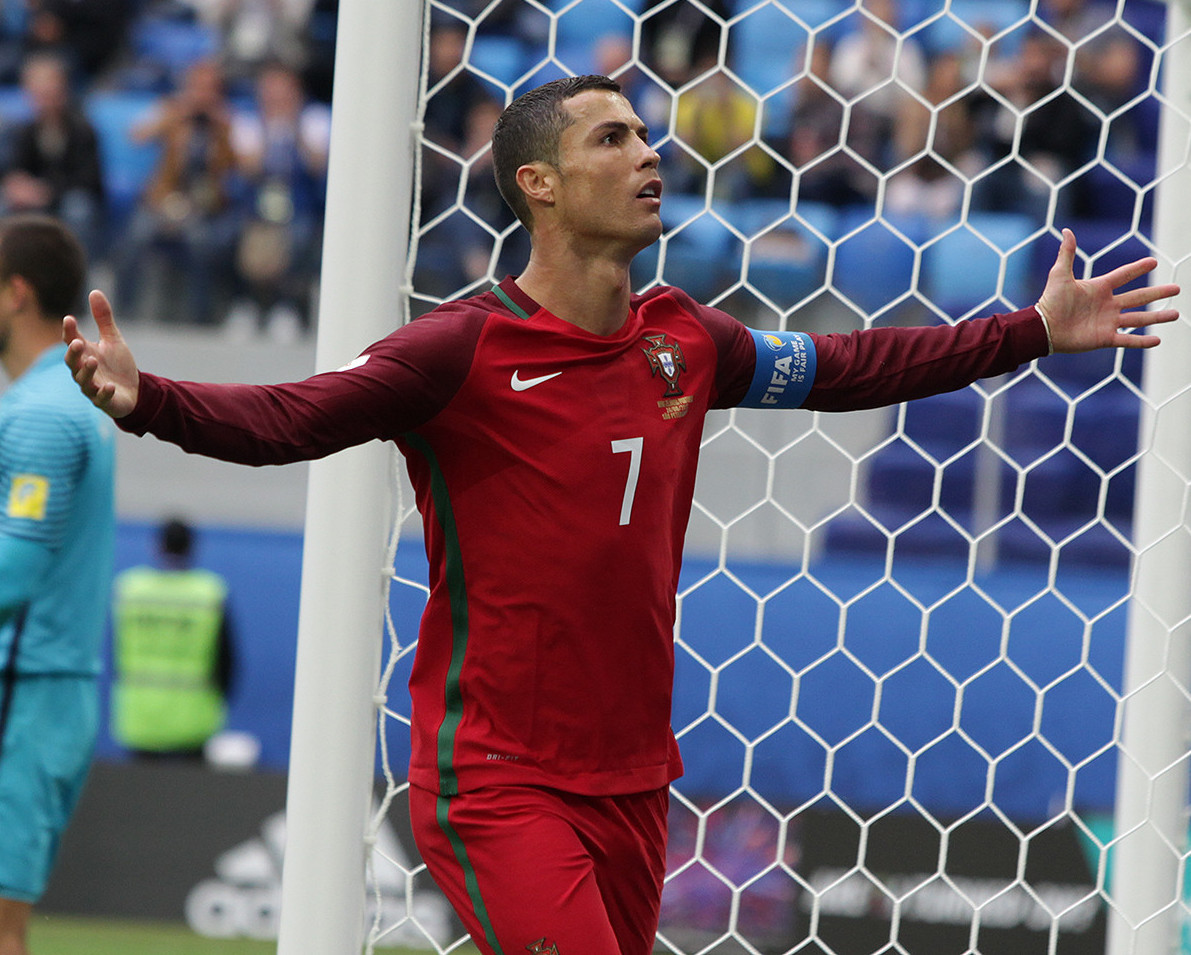
Cristiano Ronaldo, The Best, Joueur de la FIFA 2017 pendant Nouvelle-Zélande - Portugal, lors de la Coupe des confédérations 2017, le 24 juin 2017

Cristiano Ronaldo remporte le prix pour la deuxième année consécutive avec plus de 43 % des voix.
| Rang             | Nom                       | Club                              | Équipe Nationale | Pourcentage |
| Finalistes       | Finalistes                | Finalistes                        | Finalistes       | Finalistes  |
| ---------------- | ------------------------- | --------------------------------- | ---------------- | ----------- |
| 1                | Cristiano Ronaldo         | Real Madrid                       | Portugal         | 43,16 %     |
| 2                | Lionel Messi              | Barcelona                         | Argentine        | 19,25 %     |
| 3                | Neymar                    | - Barcelona - Paris Saint-Germain | Brésil           | 6,97 %      |
| Autres candidats |                           |                                   |                  |             |
| 4                | Gianluigi Buffon          | Juventus                          | Italie           | 6,82 %      |
| 5                | Sergio Ramos              | Real Madrid                       | Espagne          | 3,34 %      |
| 6                | Luka Modrić               | Real Madrid                       | Croatie          | 3,33 %      |
| 7                | Toni Kroos                | Real Madrid                       | Allemagne        | 2,70 %      |
| 8                | Marcelo                   | Real Madrid                       | Brésil           | 2,09 %      |
| 9                | N'Golo Kanté              | Chelsea                           | France           | 1,35 %      |
| 10               | Luis Suárez               | Barcelona                         | Uruguay          | 1,19 %      |
| 11               | Pierre-Emerick Aubameyang | Borussia Dortmund                 | Gabon            | 1,10 %      |
| 12               | Paulo Dybala              | Juventus                          | Argentine        | 1,07 %      |
| 13               | Eden Hazard               | Chelsea                           | Belgique         | 1,03 %      |
| 14               | Zlatan Ibrahimović        | Manchester United                 | Suède            | 0,82 %      |
| 15               | Andrés Iniesta            | Barcelona                         | Espagne          | 0,82 %      |
| 16               | Robert Lewandowski        | Bayern Munich                     | Pologne          | 0,77 %      |
| 17               | Antoine Griezmann         | Atlético Madrid                   | France           | 0,67 %      |
| 18               | Dani Carvajal             | Real Madrid                       | Espagne          | 0,62 %      |
| 19               | Manuel Neuer              | Bayern Munich                     | Allemagne        | 0,58 %      |
| 20               | Keylor Navas              | Real Madrid                       | Costa Rica       | 0,56 %      |
| 21               | Arturo Vidal              | Bayern Munich                     | Chili            | 0,51 %      |
| 22               | Leonardo Bonucci          | - Juventus - AC Milan             | Italie           | 0,47 %      |
| 23               | Alexis Sánchez            | Arsenal                           | Chili            | 0,45 %      |
| 24               | Harry Kane                | Tottenham Hotspur                 | Angleterre       | 0,33 %      |

### The Best, Joueuse de la FIFA
Un groupe d'experts du football féminin, représentant chacune des six confédérations a choisi une liste des dix joueuses pour ce prix.
Les critères de sélection pour les femmes sont: la performance sportive, ainsi que la conduite sur et hors du terrain depuis le 20 novembre 2016 au 6 août 2017.

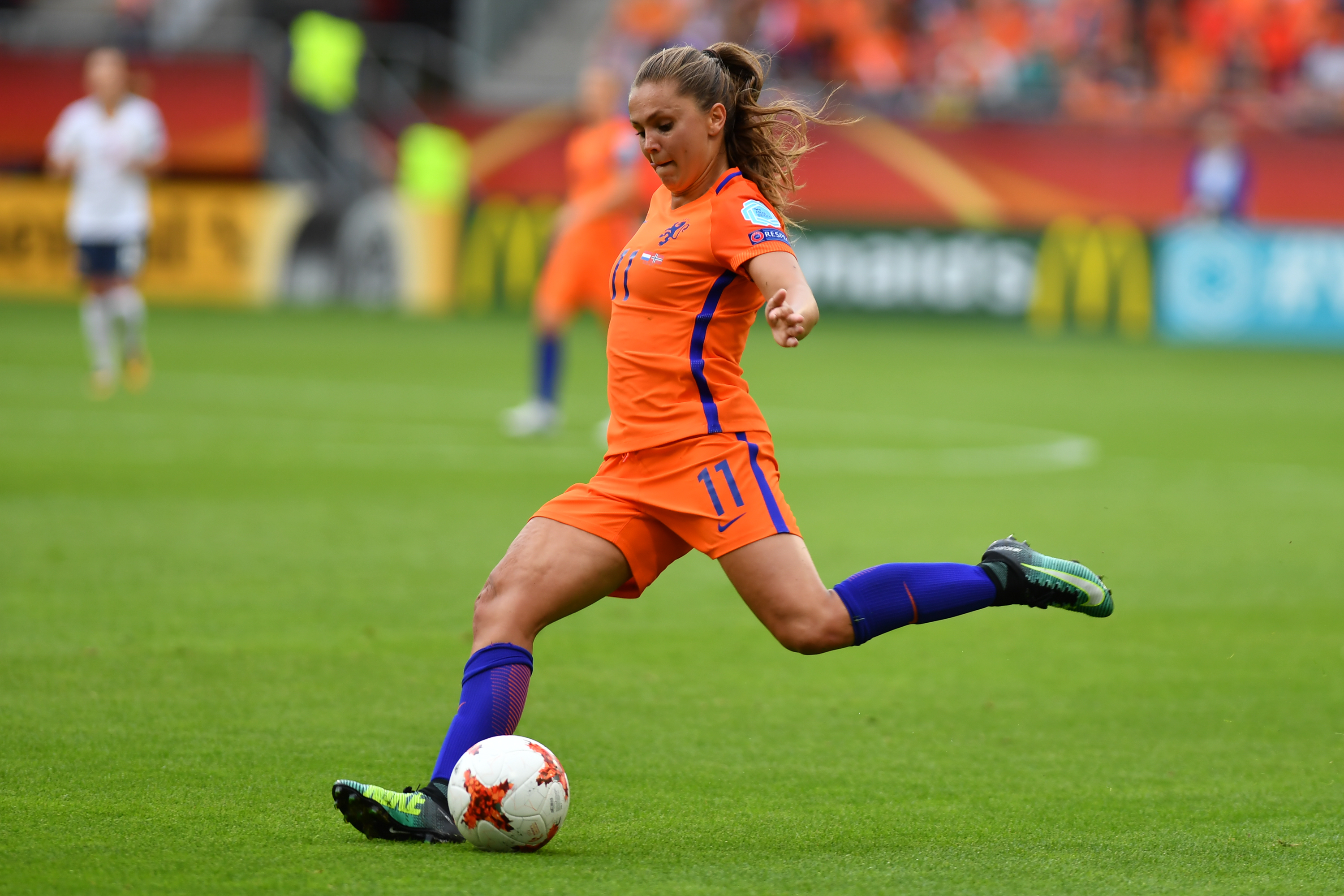
Lieke Martens, The Best, Joueuse de la FIFA 2017 durant le Championnat d'Europe féminin 2017

Lieke Martens remporte le prix avec plus de 21 % des voix.
| Rang              | Nom                | Club                             | Équipe Nationale | Pourcentage |
| Finalistes        | Finalistes         | Finalistes                       | Finalistes       | Finalistes  |
| ----------------- | ------------------ | -------------------------------- | ---------------- | ----------- |
| 1                 | Lieke Martens      | - FC Rosengård - FC Barcelone    | Pays-Bas         | 21,72 %     |
| 2                 | Carli Lloyd        | - Houston Dash - Manchester City | États-Unis       | 16,28 %     |
| 3                 | Deyna Castellanos  | Santa Clarita Blue Heat (en)     | Venezuela        | 11,69 %     |
| Autres candidates |                    |                                  |                  |             |
| 4                 | Dzsenifer Marozsán | Lyon                             | Allemagne        | 11,47 %     |
| 5                 | Pernille Harder    | - Linköpings FC - VfL Wolfsbourg | Danemark         | 11,06 %     |
| 6                 | Vivianne Miedema   | - Bayern Munich - Arsenal        | Pays-Bas         | 6,28 %      |
| 7                 | Wendie Renard      | Lyon                             | France           | 5,79 %      |
| 8                 | Jodie Taylor       | Arsenal                          | Angleterre       | 5,79 %      |
| 9                 | Lucy Bronze        | Manchester City                  | Angleterre       | 5,04 %      |
| 10                | Samantha Kerr      | - Perth Glory FC - Sky Blue FC   | Australie        | 4,88 %      |

### The Best, Gardien de but de la FIFA
Un groupe d'experts sur football représentants de la FIFA et externe du football ont établi une liste de 15 gardiens de but masculins pour ce prix.
Les critères de sélection pour les joueurs de l'année sont : la performance sportive, ainsi que la conduite sur et hors du terrain depuis le 20 novembre 2016 au 2 juillet 2017 inclus.

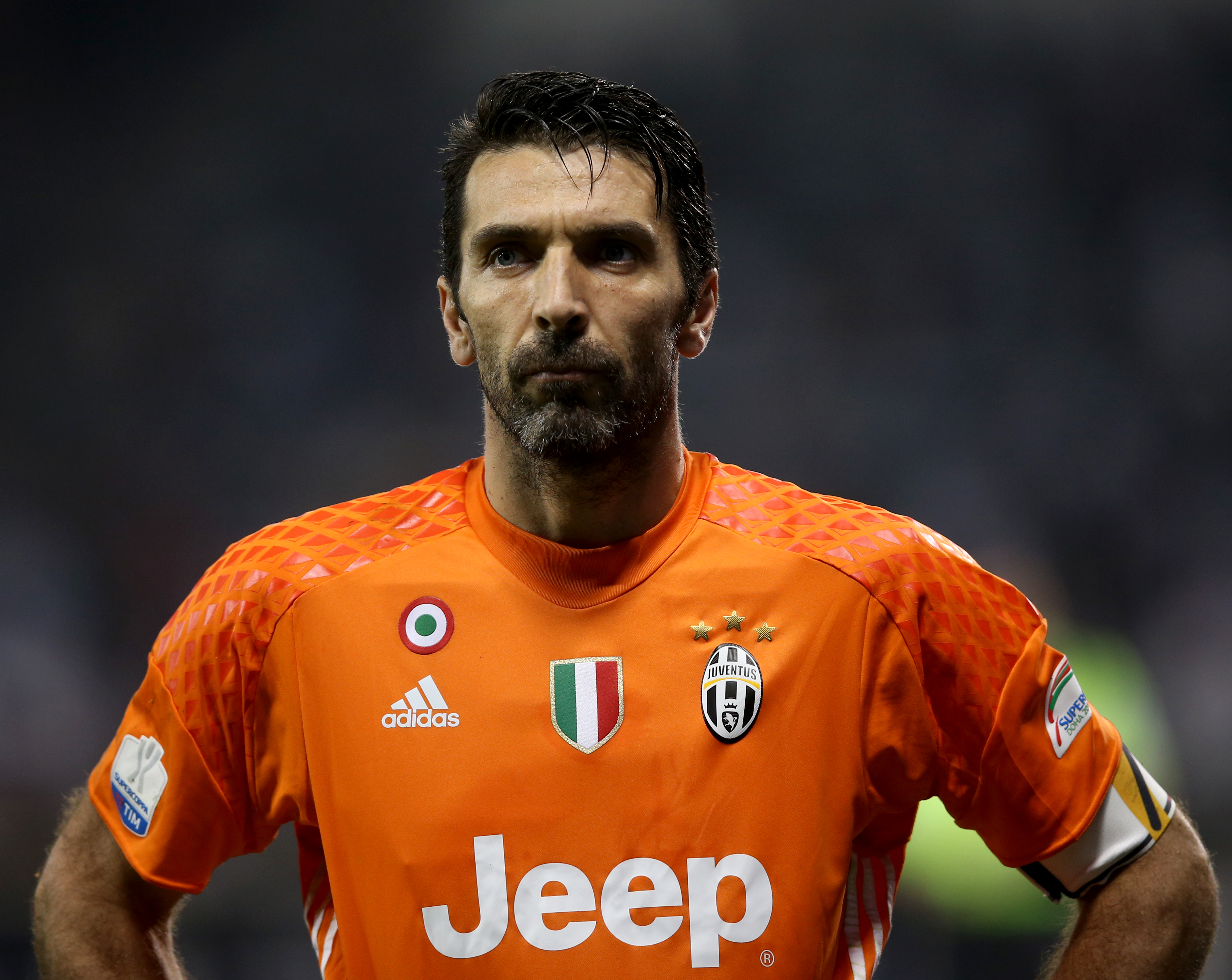
Gianluigi Buffon est nommé The Best, Gardien de but de la FIFA 2017 à l'âge de 39 ans

Gianluigi Buffon a remporté le prix avec 42 % des voix.
| Rang             | Nom                   | Club                       | Équipe Nationale | Pourcentage |
| Finalistes       | Finalistes            | Finalistes                 | Finalistes       | Finalistes  |
| ---------------- | --------------------- | -------------------------- | ---------------- | ----------- |
| 1                | Gianluigi Buffon      | Juventus FC                | Italie           | 42,42 %     |
| 2                | Manuel Neuer          | Bayern Munich              | Allemagne        | 32,32 %     |
| 3                | Keylor Navas          | Real Madrid                | Costa Rica       | 10,10 %     |
| Autres candidats |                       |                            |                  |             |
| 4                | Thibaut Courtois      | Chelsea FC                 | Belgique         | 9,09 %      |
| 5                | Hugo Lloris           | Tottenham FC               | France           | 3,03 %      |
| 6                | Jan Oblak             | Atlético de Madrid         | Slovénie         | 2,02 %      |
| 7                | Marc-André ter Stegen | FC Barcelone               | Allemagne        | 1,01 %      |
| 8                | Alisson               | AS Rome                    | Brésil           | 0,01 %      |
| 9                | Alireza Beiranvand    | Persepolis Téhéran FC      | Iran             | 0 %         |
| 9                | Alfonso Blanco        | Pachuca                    | Mexique          | 0 %         |
| 9                | Claudio Bravo         | Manchester City FC         | Chili            | 0 %         |
| 9                | Gianluigi Donnarumma  | AC Milan                   | Italie           | 0 %         |
| 9                | Ederson               | Benfica Manchester City FC | Brésil           | 0 %         |
| 9                | Fabrice Ondoa         | Sevilla Atlético           | Cameroun         | 0 %         |
| 9                | Danijel Subašić       | AS Monaco                  | Croatie          | 0 %         |

### The Best, Entraîneur de la FIFA
Un panel d’experts du football masculin de la FIFA a établi une liste de douze entraîneurs masculins pour ce prix. Les douze candidats ont été annoncés en août 2017.
Les critères de sélection pour les entraîneurs de l'année sont : la performance sportive, ainsi que la conduite sur et hors du terrain depuis le 20 novembre 2016 au 2 juillet 2017.

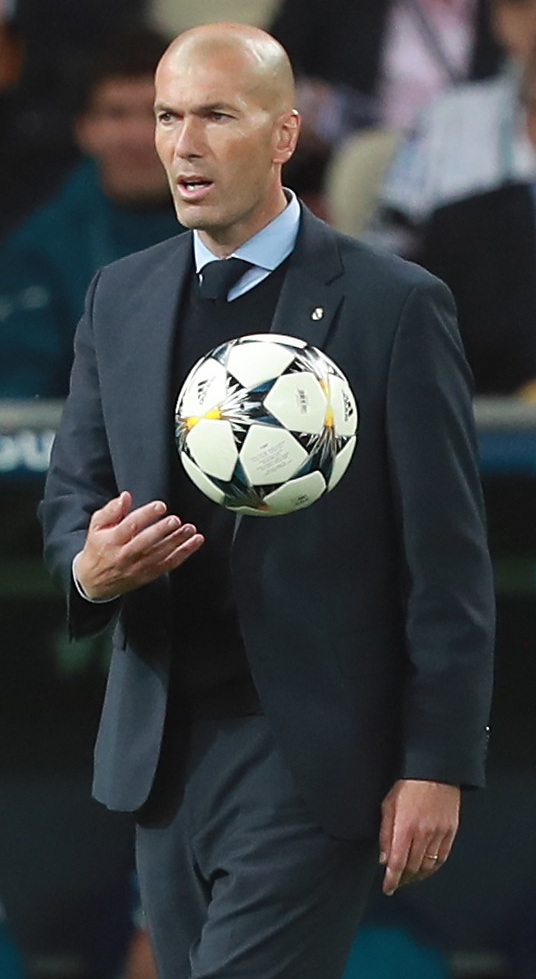
Zinédine Zidane est nommé The Best, Entraîneur de la FIFA 2017

Zinedine Zidane, 2e en 2016, remporte le prix avec près de 50 % des voix.
| Rang             | Nom                  | Équipe            | Pourcentage |
| Finalistes       | Finalistes           | Finalistes        | Finalistes  |
| ---------------- | -------------------- | ----------------- | ----------- |
| 1                | Zinedine Zidane      | Real Madrid       | 46,22 %     |
| 2                | Antonio Conte        | Chelsea           | 11,62 %     |
| 3                | Massimiliano Allegri | Juventus          | 8,78 %      |
| Autres candidats |                      |                   |             |
| 4                | Joachim Löw          | Allemagne         | 7,40 %      |
| 5                | José Mourinho        | Manchester United | 5,28 %      |
| 6                | Leonardo Jardim      | AS Monaco         | 4,84 %      |
| 7                | Carlo Ancelotti      | Bayern Munich     | 3,62 %      |
| 8                | Pep Guardiola        | Manchester City   | 2,88 %      |
| 9                | Tite                 | Brésil            | 2,87 %      |
| 10               | Diego Simeone        | Atlético Madrid   | 2,77 %      |
| 11               | Luis Enrique         | Barcelone         | 2,00 %      |
| 12               | Mauricio Pochettino  | Tottenham Hotspur | 1,72 %      |

### The Best, Entraîneur féminine de la FIFA
Un groupe d'experts sur du football, représentant chacun des six confédérations choisira une liste de dix entraîneurs de football féminin pour ce prix.
Les critères de sélection pour les entraîneurs de football féminin de l'année sont : la performance et le comportement général de leur équipe sur et en dehors du terrain depuis le 20 novembre 2016 au 6 août 2017.
Sarina Wiegman remporte le prix avec plus de 36 % des voix.
| Rang              | Nom                | Équipe         | Pourcentage |
| Finalistes        | Finalistes         | Finalistes     | Finalistes  |
| ----------------- | ------------------ | -------------- | ----------- |
| 1                 | Sarina Wiegman     | Pays-Bas       | 36,24 %     |
| 2                 | Nils Nielsen       | Danemark       | 12,64 %     |
| 3                 | Gérard Prêcheur    | Lyon           | 9,37 %      |
| Autres candidates |                    |                |             |
| 4                 | Emma Hayes         | Chelsea        | 8,63 %      |
| 5                 | Ralf Kellermann    | VfL Wolfsbourg | 6,94 %      |
| 6                 | Florence Omagbemi  | Nigeria        | 6,77 %      |
| 7                 | Olivier Echouafni  | France         | 5,21 %      |
| 8                 | Dominik Thalhammer | Autriche       | 5,20 %      |
| 9                 | Xavi Llorens       | FC Barcelone   | 4,74 %      |
| 10                | Hwang Yong-Bong    | Corée du Nord  | 4,26 %      |

### Prix du Fair Play de la FIFA
Le prix est remis à un joueur, un entraîneur, une équipe, un officiel de match ou un fan du groupe dans la reconnaissance et l'exemple du fair-play sur le terrain ou à l'égard d'un officiel de match de football au cours de novembre 2016 à août 2017. Le prix sera remis pour le geste ”fair-play” et/ou du comportement de l'année (un acte de fair-play sur le terrain ou à l'égard d'un officiel de match de football — qui pourrait également inclure n'importe quel amateur de la ligue).
| Vainqueur    | Raison |
| ------------ | --- |
| Francis Koné | Il a sauvé la vie d'un adversaire sur le terrain après que celui-ci a subi une collision avec l'un de ses coéquipiers. |

### FIFA Puskas Award
La liste des candidats a été annoncée le 22 septembre 2017. Les trois finalistes ont été annoncés le 9 octobre 2017.

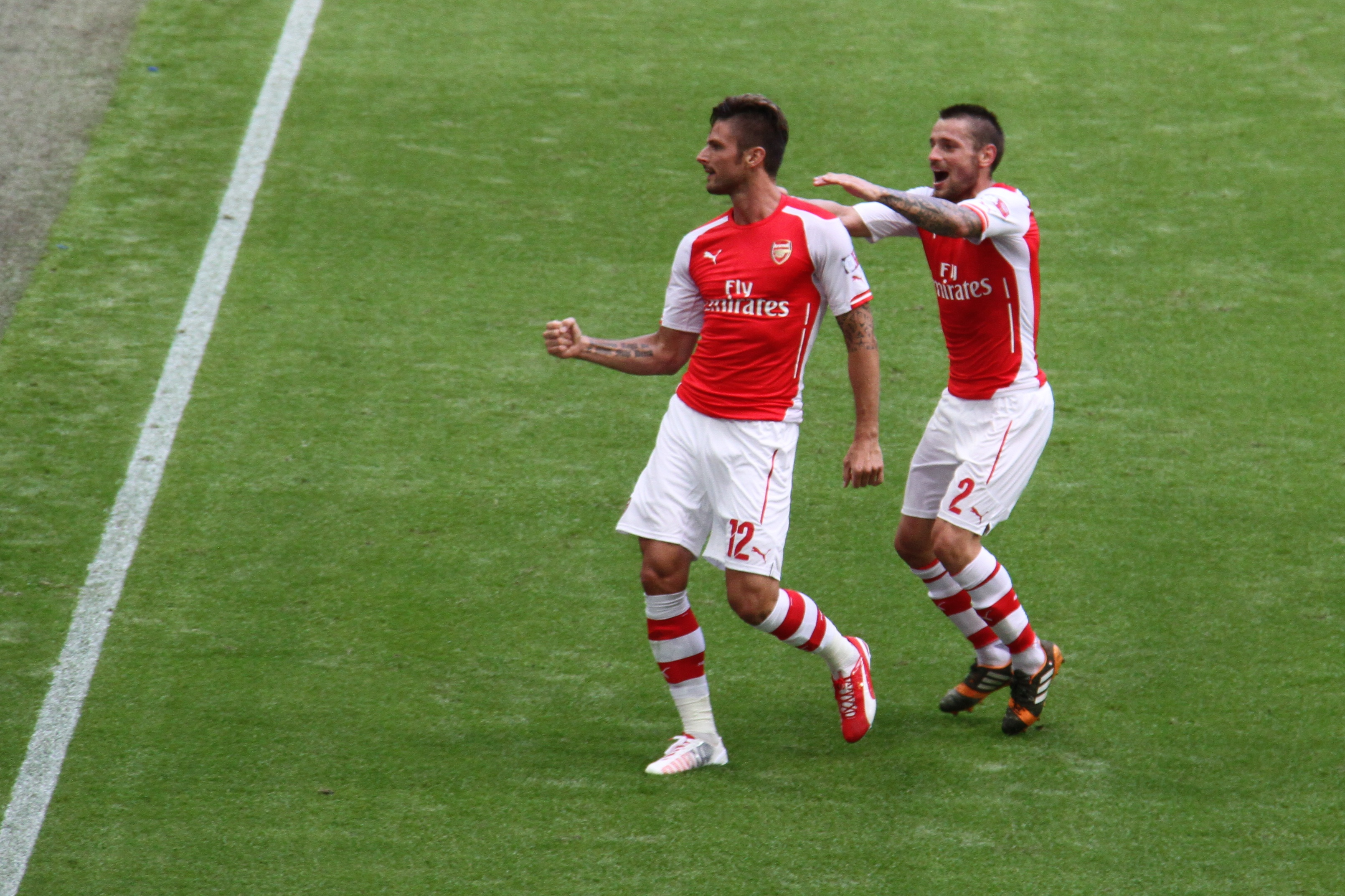
Olivier Giroud, au centre de la photo et vainqueur du Prix Puskas 2017, célébrant un but avec Mathieu Debuchy

Olivier Giroud remporte le prix avec plus de 36 % des voix.
| Rang             | Joueur               | Match                                 | Compétition                                                   | Date             | Pourcentage |
| Finalistes       | Finalistes           | Finalistes                            | Finalistes                                                    | Finalistes       | Finalistes  |
| ---------------- | -------------------- | ------------------------------------- | ------------------------------------------------------------- | ---------------- | ----------- |
| 1                | Olivier Giroud       | Arsenal - Crystal Palace              | Championnat d'Angleterre de football 2016-2017                | 1er Janvier 2017 | 36,17 %     |
| 2                | Oscarine Masuluke    | Baroka - Orlando Pirates              | Championnat d'Afrique du Sud de football 2016-2017            | 30 novembre 2016 | 27,48 %     |
| 3                | Deyna Castellanos    | Venezuela - Cameroun                  | Coupe du monde féminine de football des moins de 17 ans 2016  | 24 octobre 2016  | 20,47 %     |
| Autres candidats |                      |                                       |                                                               |                  |             |
| 4                | Kevin-Prince Boateng | Villarreal - Las Palmas               | Championnat d'Espagne de football 2016-2017                   | 23 octobre 2016  |             |
| 5                | Alejandro Camargo    | Universidad de Concepción - O'Higgins | Championnat du Chili de football                              | 4 décembre 2016  |             |
| 6                | Moussa Dembélé       | St Johnstone - Celtic                 | Championnat d'Écosse de football 2016-2017                    | 5 février 2017   |             |
| 7                | Avilés Hurtado       | Atlas - Tijuana                       | Tournoi de clôture du championnat du Mexique de football 2017 | 1er mars 2017    |             |
| 8                | Mario Mandžukić      | Juventus - Real Madrid                | Ligue des champions de l'UEFA 2016-2017                       | 3 juin 2017      |             |
| 9                | Nemanja Matić        | Chelsea - Tottenham Hotspur           | Coupe d'Angleterre de football 2016-2017                      | 23 avril 2017    |             |
| 10               | Jordi Mboula         | Barcelone - Borussia Dortmund         | UEFA Youth League 2016-2017                                   | 22 février 2017  |             |

### Prix FIFA des supporters
Le prix est décerné au meilleurs fans de novembre 2016 à août 2017, indépendamment de championnat, de sexe ou de nationalité.
Les trois nommés ont été annoncés le 22 septembre 2017.
Le Celtic FC remporte le prix avec plus de 55 % des voix grâce à ses supporters.
| Rang | Supporters                      | Match                         | Compétition                             | Date             | Pourcentage |
| ---- | ------------------------------- | ----------------------------- | --------------------------------------- | ---------------- | ----------- |
| 1    | Supporters du Celtic FC         | Celtic – Heart of Midlothian  | Championnat d’Écosse 2016-2017          | 21 mai 2017      | 55,92 %     |
| 2    | Supporters du Borussia Dortmund | Borussia Dortmund – AS Monaco | Ligue des champions de l'UEFA 2016-2017 | 11–12 avril 2017 | 36,20 %     |
| 3    | Supporters de Copenhague        | FC Copenhague – Brøndby       | Coupe du Danemark 2016-2017             | 25 mai 2017      | 7,88 %      |

### FIFA/FIFPro World XI
| Gardien                     | Défenseurs | Milieux                                                                          | Attaquants                                                                                             |
| --------------------------- | --- | -------------------------------------------------------------------------------- | --- |
| Gianluigi Buffon (Juventus) | Marcelo (Real Madrid) Sergio Ramos (Real Madrid) Leonardo Bonucci (Juventus/AC Milan) Dani Alves (Juventus/Paris Saint-Germain) | Andrés Iniesta (FC Barcelone) Luka Modrić (Real Madrid) Toni Kroos (Real Madrid) | Cristiano Ronaldo (Real Madrid) Neymar (FC Barcelone /Paris Saint-Germain) Lionel Messi (FC Barcelone) |